# سوپاچای جیدد
سوپاچای جیدد (تایلندی: ศุภชัย ใจเด็ด؛ زادهٔ ۱ دسامبر ۱۹۹۸) بازیکن فوتبال اهل تایلند است.
وی همچنین در تیم‌های ملی تیم ملی فوتبال تایلند و Thailand U19 و Thailand U21 و Thailand U23 بازی کرده‌است.